# Torralba de Calatrava
Torralba de Calatrava is een gemeente in de Spaanse provincie Ciudad Real in de regio Castilië-La Mancha met een oppervlakte van 102 km². Torralba de Calatrava telt 3.025 inwoners (1 januari 2016).

## Demografische ontwikkeling
Bron: INE, 1857-2011: volkstellingen
Abenójar · Agudo · Alamillo · Albaladejo · Alcázar de San Juan · Alcoba · Alcolea de Calatrava · Alcubillas · Aldea del Rey · Alhambra · Almadén · Almadenejos · Almagro · Almedina · Almodóvar del Campo · Almuradiel · Anchuras · Arenales de San Gregorio · Arenas de San Juan · Argamasilla de Alba · Argamasilla de Calatrava · Arroba de los Montes · Ballesteros de Calatrava · Bolaños de Calatrava · Brazatortas · Cabezarados · Cabezarrubias del Puerto · Calzada de Calatrava · Campo de Criptana · Cañada de Calatrava · Caracuel de Calatrava · Carrión de Calatrava · Carrizosa · Castellar de Santiago · Chillón · Ciudad Real · Corral de Calatrava · Cózar · Daimiel · El Robledo · Fernán Caballero · Fontanarejo · Fuencaliente · Fuenllana · Fuente el Fresno · Granátula de Calatrava · Guadalmez · Herencia · Hinojosas de Calatrava · Horcajo de los Montes · La Solana · Las Labores · Llanos del Caudillo · Los Cortijos · Los Pozuelos de Calatrava · Luciana · Malagón · Manzanares · Membrilla · Mestanza · Miguelturra · Montiel · Moral de Calatrava · Navalpino · Navas de Estena · Pedro Muñoz · Picón · Piedrabuena · Poblete · Porzuna · Pozuelo de Calatrava · Puebla de Don Rodrigo · Puebla del Príncipe · Puerto Lápice · Puertollano · Retuerta del Bullaque · Ruidera · Saceruela · San Carlos del Valle · San Lorenzo de Calatrava · Santa Cruz de los Cáñamos · Santa Cruz de Mudela · Socuéllamos · Solana del Pino · Terrinches · Tomelloso · Torralba de Calatrava · Torre de Juan Abad · Torrenueva · Valdemanco del Esteras · Valdepeñas · Valenzuela de Calatrava · Villahermosa · Villamanrique · Villamayor de Calatrava · Villanueva de la Fuente · Villanueva de los Infantes · Villanueva de San Carlos · Villar del Pozo · Villarrubia de los Ojos · Villarta de San Juan · Viso del Marqués